# Джанлука Лудді
Джанлука Лудді (італ. Gianluca Luddi; нар. 4 лютого 1978) — колишній італійський тенісист.
Найвищу одиночну позицію світового рейтингу — 183 місце досяг 1 травня 2000, парну — 426 місце — 24 Apr 2000 року.

## Титули Челленджер/Ф'ючерс
| Легенда            |
| ------------------ |
| ATP Челленджер (1) |
| ITF Ф'ючерс (4)    |

### Одиночний розряд: (5)
| Ранг | Дата     | Турнір                            | Рівень     | Покриття | Суперники            | Рахунок             |
| ---- | -------- | --------------------------------- | ---------- | -------- | -------------------- | ------------------- |
| 1.   | Сер 1998 | Італія F11, Форлі                 | Ф'ючерс    | Ґрунт    | П'єтро Анджеліні     | 6–0, 6–2            |
| 1.   | Сер 1999 | Bressanone Challenger, Брессаноне | Челленджер | Ґрунт    | Тьєррі Гвардьйола    | 6–4, 6–4            |
| 2.   | Тра 2001 | Італія F3, Латина                 | Ф'ючерс    | Ґрунт    | Педро Кановас-Гарсія | 7–6(7), 7–6(5)      |
| 3.   | Жов 2001 | Венесуела F1, Каракас             | Ф'ючерс    | Ґрунт    | Гергей Кішдєрдь      | 6–4, 6–1            |
| 4.   | Тра 2002 | Італія F3, Верона                 | Ф'ючерс    | Ґрунт    | Марсело Чарпентьєр   | 7–6(4), 6–7(5), 6–2 |